# Liste der Stolpersteine in Loxstedt
Die Liste der Stolpersteine in Loxstedt gibt eine Übersicht über die vom Künstler Gunter Demnig verlegten Stolpersteine in der Einheitsgemeinde Loxstedt und ihren Ortschaften.
Die 10 × 10 × 10 cm großen Betonquader mit Messingtafel sind in den Bürgersteig vor jenen Häusern eingelassen, in denen die Opfer der nationalsozialistischen Gewaltherrschaft einmal zu Hause waren. Die Inschrift der Tafel gibt Auskunft über ihren Namen, ihr Alter und ihr Schicksal. Die Stolpersteine sollen dem Vergessen der Opfer entgegenwirken.

## Verlegte Stolpersteine
| Bild | Person, Inschrift                                                                                               | Adresse                                                         | Verlege- datum | weitere Informationen                     |
| --- | --- | --------------------------------------------------------------- | -------------- | ----------------------------------------- |
| Bild gesucht Die Wikipedia wünscht sich an dieser Stelle ein Bild vom Ort mit diesen Koordinaten 53.4505251 8.5991734 . Motiv: Stolperstein Betty Grünefeld Falls du dabei helfen möchtest, erklärt die Anleitung , wie das geht. BW              | Hier wohnte Betty Grünefeld Jg. 1...                                                                            | An der Kirche 10 · Stotel, · 27612 Loxstedt ·                   | 18. Nov. 2019  | Erster verlegter Stolperstein in Loxstedt |
| Bild gesucht Die Wikipedia wünscht sich an dieser Stelle ein Bild vom Ort mit diesen Koordinaten 53.4488756 8.502431 . Motiv: Stolperstein Herta Rosenberg Falls du dabei helfen möchtest, erklärt die Anleitung , wie das geht. BW               | Hier wohnte Herta Rosenberg Jg. 1...                                                                            | Landwürder Straße 28 · Dedesdorf-Eidewarden · 27612 Loxstedt ·  | 18. Okt. 2020  | [ 3 ]                                     |
| Bild gesucht Die Wikipedia wünscht sich an dieser Stelle ein Bild vom Ort mit diesen Koordinaten 53.4488771 8.5024314 . Motiv: Stolperstein Edmund Rosenberg Falls du dabei helfen möchtest, erklärt die Anleitung , wie das geht. BW             | Hier wohnte Edmund Rosenberg Jg. 1...                                                                           | Landwürder Straße 28 · Dedesdorf-Eidewarden · 27612 Loxstedt ·  | 18. Okt. 2020  | [ 3 ]                                     |
| Bild gesucht Die Wikipedia wünscht sich an dieser Stelle ein Bild vom Ort mit diesen Koordinaten 53.4488776 8.5024337 . Motiv: Stolperstein Theodor Rosenberg Falls du dabei helfen möchtest, erklärt die Anleitung , wie das geht. BW            | Hier wohnte Theodor Rosenberg Jg. 1...                                                                          | Landwürder Straße 28 · Dedesdorf-Eidewarden · 27612 Loxstedt ·  | 18. Okt. 2020  | [ 3 ]                                     |
| Bild gesucht Die Wikipedia wünscht sich an dieser Stelle ein Bild vom Ort mit diesen Koordinaten 53.4488762 8.5024331 . Motiv: Stolperstein Helene Rosenberg Falls du dabei helfen möchtest, erklärt die Anleitung , wie das geht. BW             | Hier wohnte Helene Rosenberg Jg. 1...                                                                           | Landwürder Straße 28 · Dedesdorf-Eidewarden · 27612 Loxstedt ·  | 18. Okt. 2020  | [ 3 ]                                     |
| Bild gesucht Die Wikipedia wünscht sich an dieser Stelle ein Bild vom Ort mit diesen Koordinaten 53.4496205 8.5026875 . Motiv: Stolperstein Hugo Rosenberg Falls du dabei helfen möchtest, erklärt die Anleitung , wie das geht. BW               | Hier wohnte Hugo Rosenberg Jg. 1...                                                                             | Landwürder Straße 38 · Dedesdorf-Eidewarden · 27612 Loxstedt ·  | 18. Nov. 2019  | [ 1 ]                                     |
| Bild gesucht Die Wikipedia wünscht sich an dieser Stelle ein Bild vom Ort mit diesen Koordinaten 53.4496195 8.5026868 . Motiv: Stolperstein Eva Rosenberg Falls du dabei helfen möchtest, erklärt die Anleitung , wie das geht. BW                | Hier wohnte Eva Rosenberg Jg. 1...                                                                              | Landwürder Straße 38 · Dedesdorf-Eidewarden · 27612 Loxstedt ·  | 18. Nov. 2019  | [ 1 ]                                     |
| Bild gesucht Die Wikipedia wünscht sich an dieser Stelle ein Bild vom Ort mit diesen Koordinaten 53.4495486 8.5015946 . Motiv: Stolperstein Amalie Rosenberg Falls du dabei helfen möchtest, erklärt die Anleitung , wie das geht. BW             | Hier wohnte Amalie Rosenberg Jg. 1862 deportiert 1942 Theresienstadt ermordet 25.12.1942                        | Eidewardener Straße 4 · Dedesdorf-Eidewarden · 27612 Loxstedt · | 27. Jan. 2025  | [ 4 ]                                     |
| Bild gesucht Die Wikipedia wünscht sich an dieser Stelle ein Bild vom Ort mit diesen Koordinaten 53.4495472 8.5015989 . Motiv: Stolperstein Alma Edel, geb. Rosenberg Falls du dabei helfen möchtest, erklärt die Anleitung , wie das geht. BW    | Hier wohnte Alma Rosenberg geb. Rosenberg Jg. 1905 Flucht 1939 Shanghai                                         | Eidewardener Straße 4 · Dedesdorf-Eidewarden · 27612 Loxstedt · | 27. Jan. 2025  | [ 4 ]                                     |
| Bild gesucht Die Wikipedia wünscht sich an dieser Stelle ein Bild vom Ort mit diesen Koordinaten 53.4495471 8.5015963 . Motiv: Stolperstein Henny Wolfers geb. Rosenberg Falls du dabei helfen möchtest, erklärt die Anleitung , wie das geht. BW | Hier wohnte Henny Rosenberg geb. Rosenberg Jg. 1898 deportiert 1944 Auschwitz ermordet                          | Eidewardener Straße 4 · Dedesdorf-Eidewarden · 27612 Loxstedt · | 27. Jan. 2025  | [ 4 ]                                     |
| Bild gesucht Die Wikipedia wünscht sich an dieser Stelle ein Bild vom Ort mit diesen Koordinaten 53.4495472 8.5015938 . Motiv: Stolperstein Bernhard Rosenberg Falls du dabei helfen möchtest, erklärt die Anleitung , wie das geht. BW           | Hier wohnte Bernhard Rosenberg Jg. 1867 gedemütigt / entrechtet tot 26.1.1940                                   | Eidewardener Straße 4 · Dedesdorf-Eidewarden · 27612 Loxstedt · | 27. Jan. 2025  | [ 4 ]                                     |
| Bild gesucht Die Wikipedia wünscht sich an dieser Stelle ein Bild vom Ort mit diesen Koordinaten 53.4495488 8.5015993 . Motiv: Stolperstein Toni Meyer, geb. Rosenberg Falls du dabei helfen möchtest, erklärt die Anleitung , wie das geht. BW   | Hier wohnte Toni Rosenberg Jg. 1903 Flucht USA                                                                  | Eidewardener Straße 4 · Dedesdorf-Eidewarden · 27612 Loxstedt · | 27. Jan. 2025  | [ 4 ]                                     |
| Bild gesucht Die Wikipedia wünscht sich an dieser Stelle ein Bild vom Ort mit diesen Koordinaten 53.4495487 8.5015968 . Motiv: Stolperstein Julius Rosenberg Falls du dabei helfen möchtest, erklärt die Anleitung , wie das geht. BW             | Hier wohnte Julius Rosenberg Jg. 1869 Schutzhaft 1938 Gerichtsgefängnis Nordenhamm Flucht in den Tod 17.11.1938 | Eidewardener Straße 4 · Dedesdorf-Eidewarden · 27612 Loxstedt · | 27. Jan. 2025  | [ 4 ]                                     |